# Olhos de Água
Olhos d'Água é uma localidade portuguesa do Município de Albufeira que foi sede da extinta Freguesia de Olhos d'Água, freguesia que tinha 14,35 km² de área e 3 961 habitantes (2011), e, por isso, uma densidade populacional de 276 hab/km².
Foi extinta em 2013, no âmbito de uma reforma administrativa nacional, tendo sido agregada à Freguesia de Albufeira, para formar uma nova freguesia denominada Albufeira e Olhos d'Água com sede em Albufeira.

## População
| 2001  | 2011  |
| 3 221 | 3 961 |

Criada pela lei nº 27/97, de 12 de Julho , com lugares desanexados da freguesia de Albufeira

## História
Pequena povoação de origens piscatórias, a formação do seu nome teve origem na existência de várias nascentes de água doce na praia, à beira mar e dentro do mar.
Junto a essas nascentes de água doce, fixaram-se Fenícios, Cartagineses, assim como os Romanos, que praticaram a pesca e desenvolveram a salga e secagem do peixe, que se estenderam por todo o litoral algarvio. Recentemente em trabalhos arqueológicos, foram encontrados vestígios de tanques de salga do período romano, nas vizinhas praias Maria Luísa e Santa Eulália.
A partir da década de '60 o turismo, em rápido crescimento, tem sido o grande dinamizador da economia de Olhos d'Água, aumentando o número de estabelecimentos hoteleiros, comerciais, restaurantes, bares, apartamentos, hotéis.

## Atualidade
Olhos d'Água dista 5km de Albufeira, que é a sede do município, e 3km de Areias de São João, onde a maior parte da diversão nocturna se situa.
Olhos d'Água é um lugar perfeito para férias familiares, onde a maior parte dos serviços estão a uma distância razoável, há diferentes praias, bares, restaurantes, supermercados, banco, lojas, posto de correios, centro de saúde, clínica privada, hotéis, paragem de autocarros, táxis, todos os serviços para umas férias agradáveis.

## Roteiro Monumental de Olhos d'Água

### Torre da Medronheira
Construção do reinado de D. João III, servia de vigia para avisar as povoações costeiras da aproximação dos corsários.

### Olheiros de Água Doce
Ao longo da praia podem observar-se nascentes submarinas de água doce.

## Miradouros
Em Olhos d'Água pode encontrar, entre outros, o Miradouro do parque , o Miradouro do Farol  e o Miradouro da falésia 